# Erodium brevifolium
Erodium brevifolium är en näveväxtart som först beskrevs av Peter Hadland Davis och J.Roberts, och fick sitt nu gällande namn av R.T.F.Clifton. Erodium brevifolium ingår i släktet skatnävor, och familjen näveväxter. Inga underarter finns listade i Catalogue of Life.